# Widnes
Widnes est une ville industrielle anglaise dans le borough d'Halton (comté de Cheshire) avec une population de 53 410 en 2004.

## Historique
Le HMS Black Swan est parrainé par la communauté civile de Widnes pendant la campagne nationale du Warship Week (semaine des navires de guerre) en mars 1942. Il est un sloop britannique, de la classe Black Swan, construit pour la Royal Navy.

## Sport

### Rugby à XIII
Le club local de rugby à XIII est Widnes Vikings, fondé en 1873 et surnommé « The Vikings », et qui évolue en alternativement entre Super League et Championship. Le club dispute ses rencontres au Halton Stadium depuis 1895. Il s'agit d'un des clubs les plus prestigieux d'Angleterre de par son palmarès.

### Cyclisme
Widnes est la ville de naissance du cycliste Paul Sherwen.

## Personnalités liées à la ville
- Charles Glover Barkla (1877-1944), physicien anglais, lauréat du prix Nobel de physique de 1917, y est né.
- David Dawson (1982-), acteur, y est né.
- Vince Karalius (1932-2008), ancien joueur et entraîneur de rugby à XIII anglais , y est né.
- Michael Kenna (1953-), photographe de paysage en noir et blanc, y est né.
- George Nicholls (1945-), joueur de rugby à XIII anglais, y est né.
- Alan Prescott (1927-1998), ancien joueur et entraîneur de rugby à XIII anglais , y est né.
- Paul Sherwen (1956-2018), coureur cycliste, y est né.
- Alfred Young (1873-1940), mathématicien britannique, réputé pour ses travaux sur la théorie des invariants et le groupe symétrique, y est né.
- Janet Young (1926-2002), femme politique, y est née.